# 看燈山摩崖造像
看燈山摩崖造像位於四川省雅安市名山縣，文物遺址年代判定為唐至明。2012年7月16日公佈為第八批四川省文物保護單位。
看燈山摩崖造像位於四川省雅安市名山縣馬嶺鎮康樂村5社，地處看燈山，分佈面積約112平方米，坐北向南。據《名山縣誌》（清、民國版）和題刻，該造像始鑿于唐咸通年間（860），宋、明時有增刻。造像共63龕〈包括主龕內的小龕），大小神像共600余尊，分佈在東西向長約49米，高約15米的紅沙石岩壁上。主龕寬4.6米、高4.1米，若計入兩側力士寬8米，龕內主體造像為一佛四菩薩十弟子二力士，共15尊。釋迦牟尼雙手合於前（殘），結蜘跌坐於蓮花須彌座上，螺春、兩耳垂大，火焰背光。釋迦牟尼佛肩寬1.3米，坐像高2.35米，蓮花座1.05米，總高3.4米。菩薩肩寬0.65米，高2.8米，立於釋迦佛西側。主龕北壁尚存有宋代遊人題記，“自囗井春遊時春月囗峭拍經森寒”，並刻有“淳熙辛丑二月初九日”。看燈山摩崖造像氣勢宏偉，造型生動自然，是研究唐、宋、明時期石刻藝術難得的實物資料，具有很高的歷史、藝術和科學價值。1979年，看燈山摩崖造像被名山縣人民政府公佈為縣級文物保護單位。